# NEXRAD
NEXRAD ou WSR-88D (de next-generation radar en anglais) est un réseau de radars météorologiques Doppler implantés par le National Weather Service (NOAA) à travers tout le territoire américain depuis 1988. Les radars NEXRAD détectent les précipitations et la direction de celles-ci pour en calculer la vitesse du vent. Le réseau de 160 stations est exploité conjointement par le National Weather Service (NWS), la Federal Aviation Administration (FAA) et l'US Air Force.
Le réseau NEXRAD effectue un sondage à haute résolution avec une longueur d'onde de 10 cm dont l'atténuation est négligeable dans la pluie forte. Le programme de traitement des données est assorti de différents algorithmes pour l'analyse du potentiel des orages (grêle, tornades, vents). Sa désignation de WSR-88D vient de Weather Surveillance Radar, 1988, soit Radar de surveillance du temps version 1988, et Doppler.

## Histoire

### Genèse

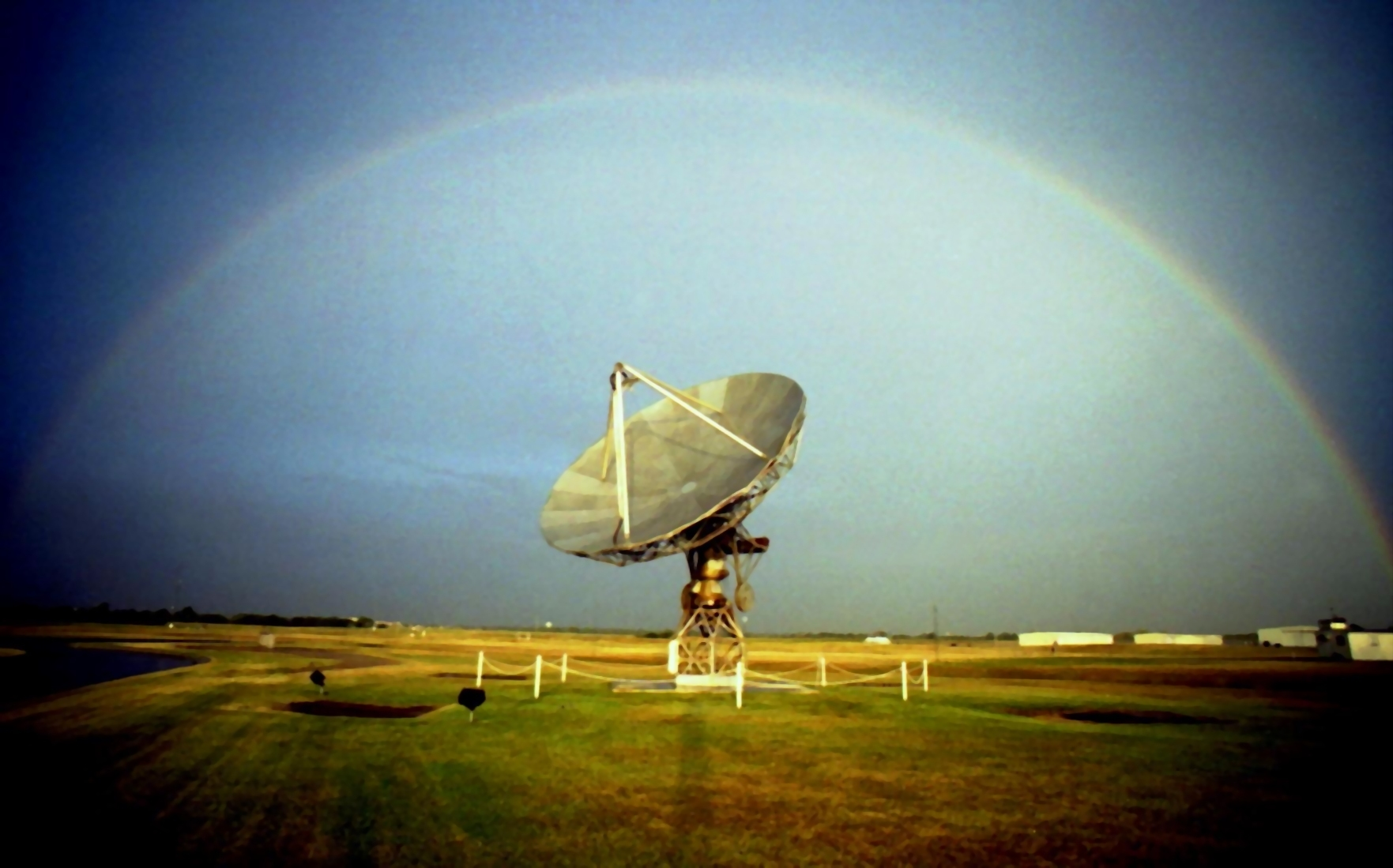
Prototype du WSR-88D au National Severe Storms Laboratory

Après la Seconde Guerre mondiale, certains scientifiques qui avait travaillé sur les radars se sont tournés vers l'utilisation météorologique de ces derniers. Les pionniers dans ces recherches furent les Britanniques, les Canadiens et les Américains, forts de leur expérience de guerre. Aux États-Unis, les premiers radars opérationnels furent construits dans les années 1950 et mesuraient l'intensité des précipitations. Peu à peu un réseau de radar s'est constitué, formé de radars de différentes époques et opérés par différents utilisateurs : forces armées, National Weather Service (NWS) et universités.
En même temps, la recherche continuait pour extraire plus d'information de la donnée radar, en particulier sur la vitesse de déplacement des précipitations et des phénomènes à très petite échelle. En 1967, le centre de recherche sur les radars du National Severe Storms Laboratory (NSSL) décida, selon les recommandations du professeur Roger Lhermitte et sous la direction d'Edwin Kessler, de développer un radar météorologique de bande S (longueur d'onde de 10 cm) pouvant détecter les mouvements des précipitations dans les nuages grâce à l’effet Doppler-Fizeau. En 1969, avec l'aide d'un consultant de l'université d'Oklahoma, Gene Walker, le NSSL put mettre la main sur un radar mis au rancart par la U.S. Air Force et provenant de la ligne DEW. Ce radar avait tous les éléments de base nécessaires, incluant un klystron mieux adapté à l'usage envisagé que les émetteurs à magnétron non-cohérents.
Quand le radar de Norman devint opérationnel au printemps de 1971, durant la saison des tornades du Tornado Alley, il s'agissait d'un des seuls radars météorologiques au monde de longueur d'onde de 10 cm à utiliser l'effet Doppler-Fizeau. Les données recueillies par ce radar, et par son compagnon à 40 km plus à l'ouest, permirent de trouver la signature tornadique de rotation et les autres caractéristiques du mouvement de l'air et des précipitations dans les nuages. Les études avec les deux radars permirent de définir les caractéristiques que devaient avoir un radar météorologique de nouvelle génération pour répondre aux besoins du National Weather Service et de la US Air Force.

### Installation du réseau
À partir de 1988, le NWS commença à remplacer son réseau formé de radars construits en 1957 (WSR-57) et en 1974 (WSR-74) par le WSR-88D. Les systèmes radar développés par Raytheon et Unisys ont été testés dans les années 1980. Cependant, il a fallu quatre ans pour permettre aux sous-traitants potentiels de développer leurs modèles. Unisys a été choisi comme contractant et s'est vu attribuer un contrat de production à grande échelle en janvier 1990,.
Le premier de ces nouveaux radars fut terminé à l’automne 1990 à Norman (Oklahoma) comme système de démonstration et le premier radar opérationnel fut inauguré à Sterling (Virginie) le 12 juin 1992. Pour installer les 160 radars du programme, il fallut un certain temps et le dernier NEXRAD, celui de North Webster (Indiana), date du 30 août 1997. Les sites radars ont été choisis afin de couvrir le maximum du territoire américain et pour fournir une certaine zone de recouvrement en cas de panne d'un radar.

### Super-résolution
Les recherches du National Weather Service ont permis de mettre en fonction en août 2008 une augmentation de la résolution des données des radars NEXRAD. Cette amélioration permet de faire passer la résolution pour les angles inférieurs (plus bas que 1,5 degré d'élévation), :
- En réflectivité, de 1 km en portée par 1 degré en azimut à 0,5 km par 0,5 degré jusqu'à 460 km du radar ;
- En vitesse radiale, de 0,25 km en portée par 1 degré en azimut jusqu'à 230 km à 0,25 km par 0,5 degré et la portée maximale à 300 km.

Cette super-résolution se fait aux dépens d'un légère augmentation du bruit de fond. L'amélioration azimutale augmente la portée de détection des rotations dans les nuages associées avec le tornades et la finesse des données sur la structure des orages violents. Les prévisionnistes peuvent ainsi augmenter le préavis des alertes.

### Double polarisation
De 2010 à avril 2013, les radars du réseau NEXRAD sont mis à niveau pour émettre simultanément des faisceaux radars polarisés verticalement et horizontalement. Les données comparées des retours orthogonaux permettent d'estimer directement le type de précipitations et d'éliminer certains artéfacts comme les oiseaux et les insectes qui ont des caractéristiques différentes. Ceci fait suite à un programme initié en 2000 appelé Joint Polarization Experiment (JPOLE) qui a servi à prouver l'utilité de ces données.

### MESO-SAILS
L’option MESO-SAILS (Multiple Elevation Scan Option for Supplemental Adaptive Intra-Volume) est une amélioration du système WSR-88D qui ajoute des balayages supplémentaires de bas niveau dans chaque volume, selon la demande des opérateurs. Ainsi après un certain nombre d'angles sondées, l'antenne retourne à l'angle le plus bas pour un balayage avant de continuer aux angles supérieurs. Ceci permet d'échantillonner plus fréquemment l'angle le plus bas lors d'un balayage complet vertical de l'atmosphère sans allonger indument le sondage complet. Ainsi le sondage complet est allongé de 31 secondes pour chaque retour à l'angle de base mais cela permet d'obtenir cet angle à chaque 75 à 90 secondes, au lieu de l’intervalle normal de 4 à 6 minutes, ce qui permet de mieux détecter et suivre les rotations reliées aux mésocyclones ou les rafales descendantes dans un orage.
En juin de 2013, le centre des opérations de radar a d'abord testé avec deux sondages supplémentaires de bas niveau par volume pour observer le comportement de l'ensemble piédestal/antenne du radar. Comme aucune usure excessive n'a été notée, trois jours plus tard une série de tests avec 3 sondages supplémentaires de bas niveau au volume radar furent essayés. À la suite de résultats concluants, la fonction MESO-SAILS fut déployée au printemps de 2014.

### MRLE
Avec les lignes de grain, la détection des mésocyclones qui prennent souvent naissance entre 4 000 pieds (1 km) et 8 000 pieds (2 km) au-dessus du sol n’est pas toujours possible avec les coupes SAILS mentionnés ci-dessus. En effet, l'angle de bas de base à 0,5 degré tombe sous cette altitude près du radar. La réanalyse à mi-volume des élévations à faible niveau (MRLE) analyse consécutivement jusqu’à quatre angles d'élévation dans le balayage de typique du volume radar, permettant une surveillance verticale plus complète. La stratégie MRLE fut déployée de manière non opérationnelle au printemps 2018 et pourrait devenir opérationnelle si elle s'avère utile.

### Programme de prolongation de la durée de vie
Lancé le 13 mars 2013, le programme de prolongation de la durée de vie des radars, représente un effort considérable pour maintenir et maintenir le réseau NEXRAD en état de fonctionnement le plus longtemps possible. Ces améliorations comprennent les mises à niveau du processeur de signaux, du piédestal, de l'émetteur et des abris d'instrumentation. Le programme devrait s'achever en 2022, ce qui coïncide avec le début de la mise en œuvre à l'échelle nationale d'un réseau de radars à commande de phase à multifonctions (MPAR).

## Futur
Depuis 2003, un radar tridimensionnel à balayage électronique, acheté à la marine américaine par le service météo est mis à l'essai pour évaluer l'utilité de ce concept dans la détection des précipitations. L'avantage de ce type d'antenne est d'obtenir un sondage de l'atmosphère dans un temps beaucoup plus rapide qu'avec une antenne conventionnelle, permettant de voir l'évolution des orages avec une résolution temporelle grandement supérieure. Comme ces derniers peuvent changer de caractéristiques très rapidement et donner du temps violent, l'espoir est de pouvoir mieux anticiper le déclenchement des phénomènes violents (tornade, grêle, pluie torrentielle et rafales descendantes) et ainsi améliorer les préavis d'alertes météorologiques.
On estime qu'il faudra de 10 à 15 ans pour achever les recherches et faire les plans pour construire une nouvelle génération de radars météorologiques utilisant ce principe qui pourraient donner un sondage complet en moins de 5 minutes. Le coût estimé de cette expérience est de 25 millions USD.

## Stratégies de sondage
L'antenne des WSR-88D est contrôlée par un système électronique très flexible qui permet de choisir plusieurs vitesses et nombres d'angles de sondage. La stratégie de sondage est choisie selon le type de cibles et selon la situation météorologique. En effet, dans le cas où aucunes précipitations ne sont présentes, le météorologiste est plus intéressé à connaître la présence de brise de mer ou de cibles biologiques, comme les oiseaux en migrations, ce qui nécessite un balayage à basse altitude et très lent. D'autre part, dans le cas d'orages, il veut avoir des données en trois dimensions de ces derniers.
Le réseau NEXRAD fonctionne donc en deux modes :
- Le mode dit air clair, en rotation très lente et avec un très grand nombre d'impulsions par degrés, lorsqu'il n'y a pas ou très peu de précipitations pour en tirer la structure des vents dans la couche près du sol.
- Les modes précipitations en rotation plus rapide et avec plus d'angles d'élévation, pour suivre les zones de pluie, orages, etc.

Ces stratégies de sondage sont appelées Volume Coverage Patterns (VCP) pour patrons de couverture volumique. Il existe six stratégies définies dans les programmes des NEXRAD jusqu'en 2017. L'ordinateur de contrôle change d'un à l'autre automatiquement selon l'intensité et la couverture des échos détectés. Les météorologistes peuvent également changer manuellement vers un VCP donné. Chaque VCP comporte un nombre d'angle, une vitesse de rotation, une largeur d'impulsion et un mode de transmission/réception particulier.
| VCP | Temps de sondage (min) | Angles sondés (°)                                                        | Utilisation | Commentaires |
| --- | ---------------------- | ------------------------------------------------------------------------ | --- | --- |
| 11  | 5                      | 0,5, 1,5, 2,4, 3,4, 4,3, 5,3, 6,2, 7,5, 8,7, 10, 12, 14, 16,7, 19,5      | Averses ou orages, spécialement près du radar | Meilleure couverture volumique |
| 12  | 4                      | 0,5, 0,9, 1,3, 1,8, 2,4, 3,1, 4,0, 5,1, 6,4, 8,0, 10,0, 12,5, 15,6, 19,5 | Averses ou orages, surtout à plus longue portée | Emphase sur les angles qui couvrent les bas niveau des nuages convectifs                                                           |
| 121 | 5,5                    | 0,5, 1,5, 2,4, 3,4, 4,3, 6,0, 9,9, 14,6, 19,5                            | Quand de nombreux orages avec mésocyclones sont dans la couverture radar, lors de système tropicaux ou quand une meilleure résolution de vitesse est nécessaire | Balaie les bas niveaux plusieurs fois et à des taux de répétitions des impulsions différents pour une meilleure résolution Doppler |
| 21  | 6                      | 0,5, 1,5, 2,4, 3,4, 4,3, 6,0, 9,9, 14,6, 19,5                            | Précipitations de bas niveau | Utilisé pour les précipitations stratiformes, rarement pour la convection car trop lent entre les volumes                          |
| 31  | 10                     | 0,5, 1,5, 2,5, 3,5, 4,5                                                  | Détection des frontières subtiles entre masses d'air ou la neige de bas niveau                                                                                  | Impulsion longue |
| 32  | 10                     | 0,5, 1,5, 2,5, 3,5, 4,5                                                  | Sondage lent ce qui augmente la sensibilité et réduit l'usure de l'antenne. Utilisation pour la détection en air clair des vents et des cibles biologiques      | Impulsion courte |

En octobre 2015, le National Weather Service a annoncé qu'une mise à jour logicielle éliminant les VCP en mode précipitations et les remplaçant par un seul VCP destiné à combiner les meilleures caractéristiques des VCPs éliminés à partir de la mi-octobre de 2017. Un mode d'air clair supplémentaire est également disponible et quelques autres ont été ajoutés en 2018 et 2020 ce qui donne les sondages ci-dessous.
| VCP | Temps de sondage (min) | Nombre d'angles | Angles sondés (°)                                                    | Utilisation | Avec SAILS                 |
| --- | ---------------------- | --------------- | -------------------------------------------------------------------- | --- | -------------------------- |
| 12  | 4,15                   | 14              | 0,5, 0,9, 1,3, 1,8, 2,4, 3,1, 4, 5,1, 6,4, 8, 10, 12,5, 15,6, 19,5   | Orages violents, y compris les tornades, situés plus près du radar (dans les 137 km pour les cellules se déplaçant jusqu'à 90 km/h, mais à plus courte distance pour les précipitations plus rapides) | Oui (jusqu'à 3 par volume) |
| 212 | 4,5                    | 14              | 0,5, 0,9, 1,3, 1,8, 2,4, 3,1, 4, 5,1, 6,4, 8, 10, 12,5, 15,6, 19,5   | Orages violents, y compris les tornades, à plus de 113 km de distance du radar, ou avec de la convection généralisée. Le temps d'achèvement du balayage VCP 212 + 1 SAILS est similaire à celui des balayages VCP 12 + 2 SAILS. | Oui (jusqu'à 3 par volume) |
| 112 | 5,5                    | 14              | 0,5, 0,9, 1,3, 1,8, 2,4, 3,1, 4, 5,1, 6,4, 8, 10, 12,5, 15,6, 19,5   | Variante du VCP 212 pour les cyclones tropicaux et les événements de forts, mais non violents, cisaillements de vents. L'utilisation de MRLE n'est pas compatible. | Oui (max 1 par volume)     |
| 215 | 6                      | 15              | 0,5, 0,9, 1,3, 1,8, 2,4, 3,1, 4, 5,1, 6,4, 8, 10, 12, 14, 16.7, 19,5 | Précipitations générales, y compris les systèmes tropicaux capables de produire des tornades. La résolution verticale la meilleure de tous les VCP. | Oui (max 1 SAILS)          |
| 121 | 6                      | 9               | 0,5, 1,5, 2,4, 3,4, 4,3, 6, 9,9, 14,6, 19,5                          | VCP maintenu, conçu à l'origine pour les systèmes tropicaux. A des écarts significatifs entre les angles au-dessus de 6°. La stratégie de balayage garantit 20 rotations en six minutes, taxant fortement les composants mécaniques de l'antenne. Temps de réalisation similaire au VCP 215.                                                | Non                        |
| 31  | 9,75                   | 5               | 0,5, 1,5, 2,4, 3,4, 4,3                                              | Mode d'air clair à impulsions longues conçu pour une sensibilité maximale. Excellent pour détecter la faible neige, les fronts de rafales ou brises près du sol. Aide à détecter les échos de sol mais affecté par la virga. | Non                        |
| 32  | 9,75                   | 5               | 0,5, 1,5, 2,4, 3,4, 4,3                                              | Mode d'air clair à impulsions courtes conçu pour l'air clair, la faible pluie légère isolée et/ou des précipitations hivernales. Idéal lorsque aucune précipitation n'est prévue afin de réduire l'usure des composants mécaniques de l'antenne.                                                                                            | Non                        |
| 35  | 7                      | 9               | 0,5, 0,9, 1,3, 1,8, 2,4, 3,1, 4, 5,1, 6,4                            | VCP en air clair à courte impulsion conçu pour les cas de précipitations très faibles étendues et jusqu'aux précipitations modérées venant de nuages non convectifs, en particulier les nimbostratus. Non recommandé pour la convection, à l'exception des averses pulsatives produites par des cumulus congestus à 50 km ou plus du radar. | Oui (max 1 par volume)     |

## Liste des sites NEXRAD

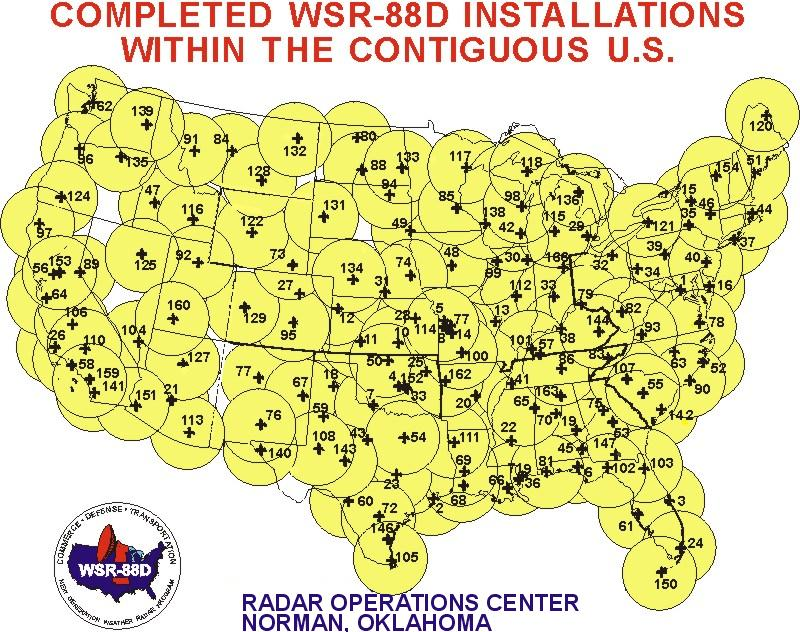
Le réseau de radars NEXRAD à travers les États-Unis contigus

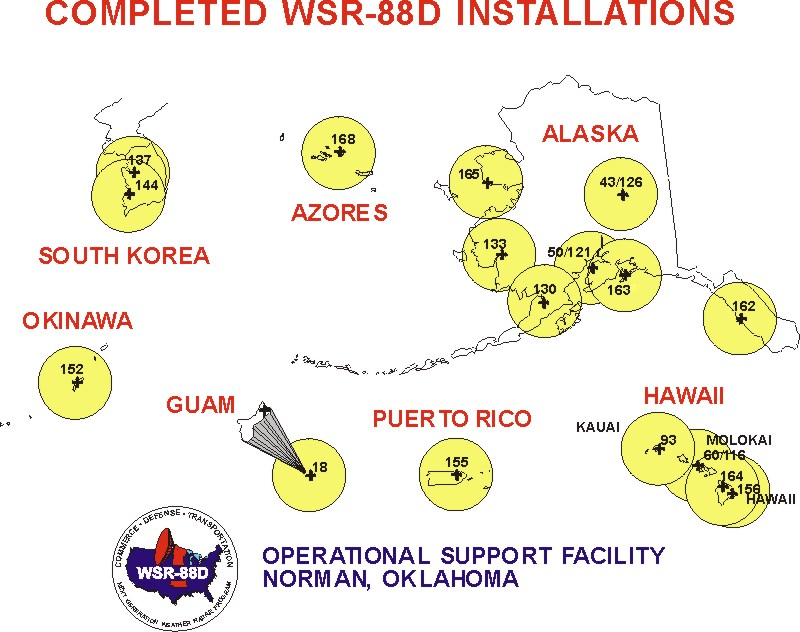
Alaska, Hawaï et les autres territoires

Le réseau NEXRAD, comptant 160 radars, fut conçu pour couvrir la plus grande superficie du territoire américain, de ses territoires, comme de Porto Rico et Guam, et de bases militaires outre-mer. Il présente cependant des « trous » de couverture pour les altitudes inférieures à 10 000 pieds (3 048 m), ou même pas de couverture du tout, dans certaines régions des États-Unis. Cela est surtout dû à des blocages par le terrain mais aussi pour des questions bénéfices versus coûts pour des zones peu peuplées ou difficiles d'accès.
Ces lacunes notables comprennent la plupart de l'Alaska, une grande partie de la zone à l'est de la chaîne des Cascades et des portions des montagnes Rocheuses, la capitale Pierre du Dakota Sud, des portions du nord du Texas, de grandes portions du Nebraska Panhandle et les zones frontalières entre l'Oklahoma et le Texas Panhandle. Plusieurs de ces lacunes se trouvent dans l'Allée des tornades et au moins une tornade ne fut pas détectée par un WSR-88D, soit une tornade EF1 à Lovelady, Texas en avril 2014. De plus, certains rapports initiaux de tornades furent traités avec scepticisme par le bureau local de prévision météorologique du National Weather Service.
Des lacunes de couverture peuvent également survenir lors de pannes d'un ou plusieurs radar, en particulier dans les zones où la couverture est faible ou nulle. Une telle panne pour le radar d'Albany (New York) le 16 juillet 2013 a entraîné a duré jusqu'au début d'août, privant un large zone métropolitaine d'une bonne couverture en saison des orages.
En 2011, un écart de couverture connu fut comblé lorsque le radar de Langley Hill dans le sud-ouest de Washington fut installé, en utilisant la dernière réserve existante. Cette installation fut le résultat d'une campagne de pression publique dirigée par le professeur Clifford Mass de l'Université de Washington et le nouvel instrument a probablement aidé le bureau local de Portland à émettre un avertissement en temps opportun pour une tornade EF-2 sur la côte nord de l'Oregon en octobre 2016. Il est cependant peu probable que d'autres WSR-88D soient déployés, la ligne de production ayant été fermée en 1997 et le Service météorologique national ayant un budget insuffisant pour redémarrer la production.
En 2015,un écart de couverture en Caroline du Nord a encouragé le sénateur Richard Burr à proposer le projet de loi 2058, également connu sous le nom de Metropolitan Weather Hazard Protection Act. La loi stipulait que toute ville d'une population de 700 000 habitants ou plus devrait avoir une couverture radar Doppler sous les 6 000 pieds (1 829 m) au-dessus du sol et prévoyait un financement. Le projet n'était toujours pas adopté fin 2016.

## Centre des opérations
Le Radar Operations Center (ROC) est l'unité de support centralisé du National Weather Service en matière de météorologie, de logiciels, de maintenance et d'ingénierie pour tous les systèmes du réseau de radars météorologiques NEXRAD. Il exploite également des bancs d'essai pour le développement mécanique et logiciel du WSR-88D afin d'améliorer son fonctionnement et d'offrir de nouvelles fonctionnalités. Il est situé près de l'aéroport Max Westheimer de l'université de l'Oklahoma à Norman (Oklahoma) en partenariat entre la NOAA, la Défense et le Département des Transports des États-Unis. Le ROC travaille également pour le réseau TDWR (Radar météorologique Doppler d'aéroport) de la Federal Aviation Administration.

## Utilisateurs
Les données NEXRAD sont utilisées de multiples façons. En premier lieu par les météorologues du National Weather Service pour les aider à suivre les précipitations, effectuer des prévisions opérationnelles à court termes (prévision immédiate) et lancer des alertes météorologiques pour les tornades, rafales descendantes, précipitations abondantes, etc.
Conformément aux dispositions de la loi américaine, les données sont aussi librement accessibles aux utilisateurs extérieurs au NWS : les chercheurs, les médias et les particuliers. Les données sont mises à la disposition du public sous plusieurs formes, la plus basique étant la publication d'images sur le site internet du NWS. Les données sont également disponibles sous deux formats bruts : les données de niveau III comprennent des produits de base à faible résolution et à faible bande passante, ainsi que de nombreux produits dérivés post-traités, alors que celles de niveau II ne comprennent que les produits de base, mais à leur résolution d'origine. En raison des coûts de bande passante plus élevés, ces dernières  ne sont pas disponibles directement auprès du NWS mais sont distribuées gratuitement par un intermédiaire.